# Scarbroíta
La scarbroíta es un mineral, carbonato de aluminio, que  fue descubierto en South Bay, Scarborough, North Yorkshire, Inglaterra, en 1826, formando venas dentro de areniscas. Inicialmente se consideró un silicato de aluminio, distinto a los otros conocidos, de los que se diferenciaba precisamente por su bajo contenido en sílice, dándole el nombre derivándolo de la localidad.

## Propiedades físicas y químicas
La scarbroíta es de color blanco, y tiene aspecto de arcilla, e incluso se pega a la lengua. Forma masas más o menos compactas, en los que el tamaño de grano es muy fino, del orden de micras. La identificación inicial  como silicato fue incorrecta, debida a la presencia de impurezas. Químicamente es un carbonato de aluminio con hidroxilos.

## Yacimientos
La scarboíta es un mineral citado solamente en alrededor de una decena de localidades en el mundo, aunque dado su aspecto es probable que haya pasado inadvertido en otras en las que también aparezca. En España se ha encontrado en el talud de la carretera a San Pedro Manrique, Magaña (Soria). Además de como mineral individualizado, forma parte de los sedimentos, asociado con minerales de las arcillas, en al lago Muskiki, Sasketchewan (Canadá).